# Antirrhinum braun-blanquetii
Antirrhinum braun-blanquetii är en grobladsväxtart som beskrevs av Werner Hugo Paul Rothmaler. Antirrhinum braun-blanquetii ingår i släktet lejongapssläktet, och familjen grobladsväxter. Inga underarter finns listade i Catalogue of Life.

## Bildgalleri

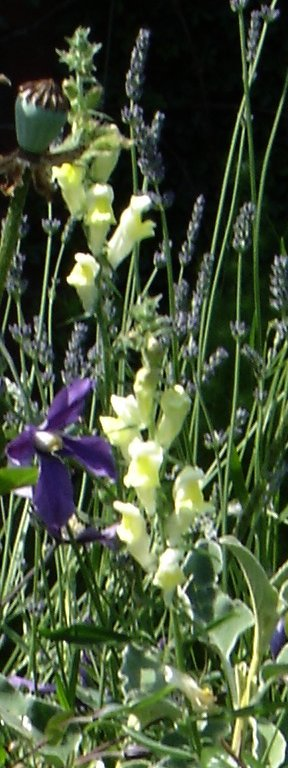